# Hymenophyllum junghuhnii
Hymenophyllum junghuhnii är en hinnbräkenväxtart som beskrevs av V. d. Bosch. Hymenophyllum junghuhnii ingår i släktet Hymenophyllum och familjen Hymenophyllaceae. Inga underarter finns listade.